# Patrick Swayze
Patrick Wayne Swayze (ur. 18 sierpnia 1952 w Houston, zm. 14 września 2009 w Los Angeles) – amerykański aktor filmowy i telewizyjny, tancerz, piosenkarz i choreograf.
18 sierpnia 1997 otrzymał gwiazdę w Alei Gwiazd w Los Angeles znajdującą się przy 7018 Hollywood Boulevard.

## Życiorys

### Wczesne lata
Urodził się jako najstarszy syn i jedno z pięciorga dzieci Yvonne Helen Karnes Swayze (1927–2013), tancerki–choreografki, i Jessiego Wayne’a Swayzego (1925–1982), kreślarza. Jego rodzina miała pochodzenie angielskie, irlandzkie, szkockie i holenderskie. Miał dwóch młodszych braci: Donalda Carla (ur. 10 sierpnia 1958) i Seana Kyle’a (ur. 13 października 1962), oraz dwie siostry: adoptowaną Bambi i Vicky Lynn (1949–1994), która zmarła z powodu przedawkowania leków przeciwbólowych.
Uczęszczał do szkoły Black Middle School w Oak Forest w stanie Illinois. Edukację kontynuował w Houston w stanie Teksas w katolickiej szkole im. Świętej Róży z Limy, liceum Waltrip High School oraz San Jacinto College. Wystąpił jako łyżwiarz w Galleria Ice Skating Pavilion w Houston. Ojciec widział w nim zawodowego sportowca, jednak dobrze zapowiadającej się karierze futbolowej przeszkodziła kontuzja kolana, groziła mu amputacja. Po serii skomplikowanych operacji znów musiał uczyć się chodzić, w czym pomogły mu zajęcia taneczne, na które uczęszczał do Houston Jazz Ballet Company, Harkness Ballet Theater School, Joffrey Ballet School w Nowym Jorku i Eliot Feld Ballet Company.

### Kariera
Zadebiutował na scenie w wieku 18 lat, grając księcia zakochanego w Królewnie Śnieżce w spektaklu Disneyland na paradzie (Disneyland on Parade). Wkrótce został profesjonalnym tancerzem, podróżował po kraju ze znanym zespołem baletowym Buffalo Ballet Company. Jego pierwszy profesjonalny występ miał miejsce jako tancerz dla Disney Theatrical Group w programie Disney on Parade. Następnie zagrał rolę Danny’ego Zuko w jednej z obsady zastępczej w długo emitowanej na Broadwayu produkcji Grease. W 1975 powrócił na scenę broadwayowską w przedstawieniu Dobry czas Charleya (Goodtime Charley), a potem odniósł sukces w musicalach West Side Story.

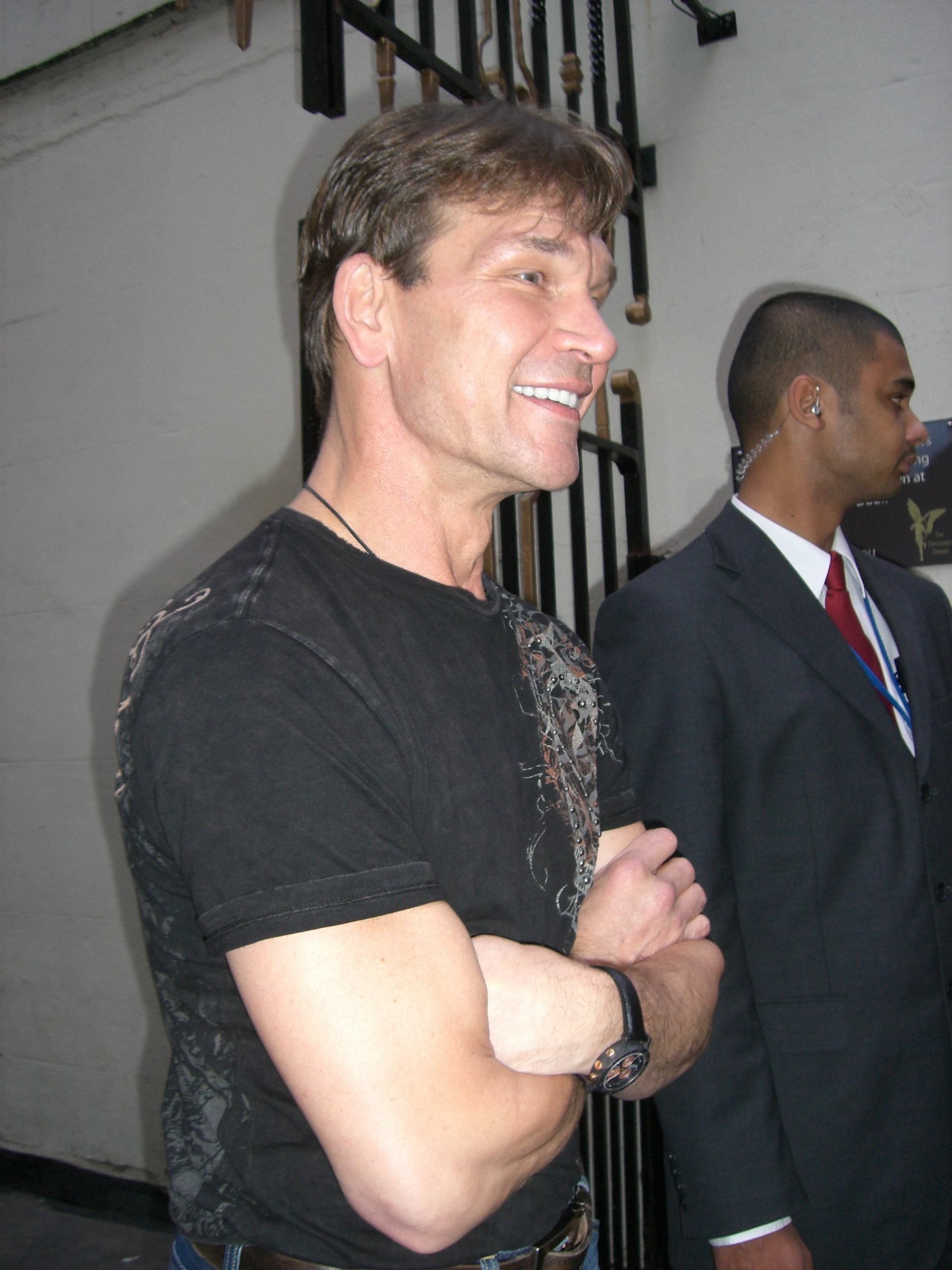
Patrick Swayze w 2006

Po raz pierwszy pojawił się na kinowym ekranie w komedii Skatetown, U.S.A. (1979) ze Scottem Baio i Katherine Kelly Lang, gdzie dostrzegł go Francis Ford Coppola i zaangażował do roli Darrela 'Darry'ego' Curtisa w dramacie kryminalnym Outsiderzy (The Outsiders, 1983). Na szklanym ekranie pojawił się w sitcomie CBS M*A*S*H (1981) jako szeregowy Gary Sturgis oraz serialu ABC Renegaci (Renegades, 1983) z Tracy Scoggins. Następnie zagrał sfrustrowanego i zadziornego buntownika, którego ojciec zaginął na wojnie wietnamskiej, w sensacyjnym filmie wojennym Teda Kotcheffa Niespotykane męstwo (Uncommon Valor, 1983) u boku Gene’a Hackmana. Pierwszą główną rolą była postać Jeda w kontrowersyjnym dramacie wojennym Czerwony świt (Red Dawn, 1984) z Charliem Sheenem i Jennifer Grey.
Międzynarodową sławę zyskał rolą arystokraty Orry'ego Maina w miniserialu ABC – ekranizacji powieści Johna Jakesa Północ-Południe (North and South, 1985) i sequelu Północ-Południe (North and South, Book II, 1986). Niedługo potem wystąpił w melodramacie sportowym Youngblood (1986) u boku Roba Lowe jako zawodnik hokejowy. Dużym sukcesem cieszyła się nominowana do nagrody Złotego Globu kreacja instruktora tańca w musicalu Dirty Dancing (1987), w którym zaprezentował talent taneczny, a także możliwości wokalne i autorskie w balladzie „She’s Like the Wind”, zdobywając nagrodę BMI Film & TV. Natomiast za postać policjanta prowadzącego prywatne śledztwo w Chicago w sprawie morderstwa młodszego brata w filmie sensacyjnym Prawo krwi (Next of Kin, 1989) oraz za rolę tytułową w filmie sensacyjnym Wykidajło (Road House, 1989) był nominowany do Złotej Maliny jako najgorszy aktor. Rola ukochanego w zaświatach w melodramacie komediowym Uwierz w ducha (Ghost, 1990) przyniosła mu nominację do Złotego Globu i nagrody Saturna. W 1991 został okrzyknięty przez „People” najseksowniejszym mężczyzną świata, był także dziewiątym najlepiej opłacanym aktorem na świecie (z honorarium w wysokości 3 mln dol.).
Zaskoczył krytyków i widzów kolejnymi kreacjami, odbiegającymi daleko od jego dotychczasowego ekranowego wizerunku, takimi jak przywódca bandy gangsterów-surferów w filmie akcji Na fali (Point Break, 1991) oraz jedna z trzech drag queen w komedii Ślicznotki (To Wong Foo, Thanks for Everything, Julie Newmar, 1995), za którą był nominowany do nagrody Złotego Globu. 18 sierpnia 1997 otrzymał gwiazdę w Alei Gwiazd w Hollywood przy 7018 Hollywood Blvd.

## Życie prywatne
12 czerwca 1975 poślubił tancerkę i uczennicę swojej matki Lisę Niemi.
W styczniu 2008 stwierdzono u niego nowotwór trzustki. Na początku maja przeszedł operację, w trakcie której usunięto mu część zaatakowanego przez raka żołądka. Zmarł w nocy z 14 na 15 września 2009 w Los Angeles. Zgodnie z jego życzeniem, jego ciało zostało skremowane, a prochy zostały rozsypane na jego ranczu w Nowym Meksyku.

## Filmografia
| Rok  | Tytuł                                                                                         | Rola                                           | Reżyser              |
| ---- | --------------------------------------------------------------------------------------------- | ---------------------------------------------- | -------------------- |
| 1979 | Skatetown, U.S.A.                                                                             | Ace Johnson                                    | William A. Levey     |
| 1980 | The Comeback Kid (TV)                                                                         | Chuck                                          | Peter Levin          |
| 1981 | M*A*S*H – odc.: „Blood Brothers”                                                              | szeregowy Gary Sturgis                         | Larry Gelbart        |
| 1981 | Return of the Rebels (TV)                                                                     | K.C. Barnes                                    | Noel Nosseck         |
| 1983 | Niespotykane męstwo (Uncommon Valor)                                                          | Kevin Scott                                    | Ted Kotcheff         |
| 1983 | Outsiderzy (The Outsiders)                                                                    | Darrel „Darry” Curtis                          | Francis Ford Coppola |
| 1983 | Renegaci (The Renegades, serial TV)                                                           | bandyta                                        |                      |
| 1984 | Czerwony świt (Red Dawn)                                                                      | Jed Eckert                                     | John Milius          |
| 1984 | Pigs vs. Freaks (TV)                                                                          | Doug Zimmer                                    | Dick Lowry           |
| 1984 | Grandview, U.S.A.                                                                             | Ernie „Slam” Webster                           | Randal Kleiser       |
| 1985 | Północ-Południe (North and South, miniserial TV)                                              | Orry Main                                      |                      |
| 1986 | Youngblood                                                                                    | Derek Sutton                                   | Peter Markle         |
| 1986 | Niesamowite historie (Amazing Stories, serial TV)                                             | Eric David Peterson                            | Mick Garris          |
| 1986 | Północ-Południe II (North and South, Book II, minserial TV)                                   | Orry Main                                      |                      |
| 1987 | Dirty Dancing                                                                                 | Johnny Castle                                  | Emile Ardolino       |
| 1987 | Stalowy świt (Steel Dawn)                                                                     | Nomad                                          | Lance Hool           |
| 1988 | Tiger Warsaw                                                                                  | Chuck „Tiger” Warsaw                           | Amin Q. Chaudhri     |
| 1989 | Prawo krwi (Next of Kin)                                                                      | Truman Gates                                   | John Irvin           |
| 1989 | Wykidajło (Road House)                                                                        | James Dalton                                   | Rowdy Herrington     |
| 1990 | Uwierz w ducha (Ghost)                                                                        | Sam Wheat                                      | Jerry Zucker         |
| 1990 | Saturday Night Live                                                                           | gość (27 października 1990) z Chrisem Farleyem |                      |
| 1991 | Na fali (Point Break)                                                                         | Bodhi                                          | Kathryn Bigelow      |
| 1992 | Miasto radości (City of Joy)                                                                  | Max Lowe                                       | Roland Joffé         |
| 1992 | Gracz (The Player)                                                                            | w roli samego siebie                           | Robert Altman        |
| 1993 | Tata na wagarach (Father Hood)                                                                | Jack Charles                                   | Darrell Roodt        |
| 1994 | Niebo i piekło: Północ-Południe III (Heaven & Hell: North and South, Book III, miniserial TV) | Orry Main                                      |                      |
| 1995 | Niezwykła opowieść (Tall Tale)                                                                | kowboj Pecos Bill                              | Jeremiah S. Chechik  |
| 1995 | Trzy życzenia (Three Wishes)                                                                  | Jack McCloud                                   | Martha Coolidge      |
| 1995 | Ślicznotki (To Wong Foo, Thanks for Everything, Julie Newmar)                                 | Vida Boheme                                    | Beeban Kidron        |
| 1998 | Listy od zabójcy (Letters From a Killer)                                                      | Race Darnell                                   | David Carson         |
| 1998 | Czarny pies (Black Dog)                                                                       | Jack Crews                                     | Kevin Hooks          |
| 2000 | Pierwsza miłość nie rdzewieje (Forever Lulu)                                                  | Ben Clifton                                    | John Kaye            |
| 2001 | Donnie Darko                                                                                  | Jim Cunningham                                 | Richard Kelly        |
| 2001 | Zielony smok (The Green Dragon)                                                               | sierżant Jim Lance                             | Timothy Linh Bui     |
| 2002 | Obudzić się w Reno (Waking Up in Reno)                                                        | Roy Kirkendall                                 | Jordan Brady         |
| 2003 | Ostatni taniec (One Last Dance)                                                               | Travis MacPhearson (także producent)           | Lisa Niemi           |
| 2003 | 11:14                                                                                         | Frank                                          | Greg Marcks          |
| 2004 | Dirty Dancing 2 (Dirty Dancing: Havana Night)                                                 | instruktor tańca                               | Guy Ferland          |
| 2004 | Whoopi – odc.: „The Last Dance”                                                               | Tony                                           | Terry Hughes         |
| 2004 | Smokiem i mieczem (George and the Dragon)                                                     | Garth                                          | Tom Reeve            |
| 2004 | Kopalnie króla Salomona (King Solomon's Mines)                                                | Allan Quatermain                               | Steve Boyum          |
| 2005 | Wszystko zostaje w rodzinie (Keeping Mum)                                                     | Lance                                          | Niall Johnson        |
| 2005 | Ikona (Icon)                                                                                  | Jason Monk                                     | Charles Martin Smith |
| 2006 | Lis i Pies 2 (The Fox and the Hound 2)                                                        | Cash (głos)                                    | Jim Kammerud         |
| 2007 | Oskarżony (Jump!)                                                                             | Richard Pressburger                            | Joshua Sinclair      |
| 2007 | Milion na gwiazdkę (Christmas in Wonderland)                                                  | Wayne Saunders                                 | James Orr            |
| 2009 | Błękitny deszcz (Powder Blue)                                                                 | Velvet Larry                                   | Timothy Linh Bui     |
| 2009 | Bestia (The Beast, serial TV)                                                                 | Charles Barker                                 | John Badham          |